# Harold Budd
Harold Budd (n. 24 mai 1936, Los Angeles, California, SUA – d. 8 decembrie 2020, Arcadia⁠(d), California, SUA) a fost un compozitor avangardist de ambient și poet american. Născut în Los Angeles, dar crescut în Deșertul Mojave, el a fost inspirat de la o vârstă fragedă de tonul tânguitor produs de vântul ce sufla printre firele de telefon.

## Scurtă biografie
Figură emblematică a scenei ambient (un termen folosit adesea fără deosebire, dar care, aici, își are locul perfect), acest pianist din California s-a impus, în decursul a peste treizeci de ani, cu o producție ce impletește lucrări solo și diverse colaborări, și care prin muzica sa stilizată și minimalistă, caracterizată printr-un tratament special (clape de pian și sintetizator), creează o atmosferă senzuală și delicată.
Cariera compozitorului a început în 1962. Licențiat în compoziție muzicală la Universitatea de Sud din California, în 1966, el a predat la Institutul de Arte din California, la începutul anilor 1970, devenind o figură recunoscută și respectată în avant-garde-ul din California. 
Budd a dezvoltat un stil unic, energia muzicii „Ambient”. Cele două colaborări ale sale cu Brian Eno, The Plateaux of Mirror și The Pearl, confirmă stilul atmosferic al pianului.

## Discografie

### Albume solo
- 1971	The Oak of the Golden Dreams / Coeur D'Orr
- 1978	The Pavilion of Dreams
- 1984	Abandoned Cities
- 1986	Lovely Thunder
- 1988	The White Arcades
- 1991	By the Dawn's Early Light
- 1994	She is a Phantom
- 1996	Luxa
- 2000	The Room
- 2003	La Bella Vista
- 2005	Avalon Sutra / As Long as I Can Hold My Breath
- 2007	Perhaps
- 2011	In The Mist

### Albume Live
- 1995 Agua

### Compilații
- 1987 Myths 3: La Nouvelle Sérenité
- 1988 Music for Films III
- 1989 The Serpent (In Quicksilver) / Abandoned Cities
- 1997 Unlimited Ambient
- 1998 Fenceless Night: Selections for Cinema 1980-1998
- 2006 Compounds and Elements

### EP-uri
- 1991 Music for 3 Pianos
- 1996 Glyph Remixes
- 2002 Three White Roses and a Budd

### Coloane sonore
- 2005 Music for 'Fragments from the Inside'
- 2005 Mysterious Skin - Music from the Film

### Albume în colaborare
- 1980 Ambient 2: The Plateaux of Mirror
- 1984 The Pearl
- 1986 The Moon and the Melodies
- 1994 Through the Hill
- 1995 Glyph
- 1998 Walk Into My Voice: American Beat Poetry
- 2002 Jah Wobble's Solaris - Live In Concert
- 2003 Translucence/Drift Music
- 2007 After the Night Falls
- 2007 Before the Day Breaks
- 2008 A Song for Lost Blossoms
- 2009 No Line On The Horizon
- 2009 Candylion
- 2010 Little Windows
- 2011 Bordeaux
- 2011 Nighthawks, Translucence and Drift Music
- 2011 Winter Garden